# Número de Atwood
O número de Atwood (A) é um número adimensional em dinâmica dos fluidos, usado no estudo de instabilidade hidrodinâmica em fluxos densamente estratificados. É uma razão de densidade adimensional definida por
{\displaystyle \mathrm {A} ={\frac {\rho _{1}-\rho _{2}}{\rho _{1}+\rho _{2}}},}
onde
{\displaystyle \rho _{1}} = densidade do fluido mais pesado
{\displaystyle \rho _{2}} = densidade do fluido mais leve.

## Campo de aplicação
O número de Atwood é um parâmetro fundamental no estudo de instabilidade de Rayleigh-Taylor e instabilidade de Richtmyer–Meshkov. Na instabilidade de Rayleigh–Taylor, a distância de penetração de bolhas do fluido mais pesado no fluido mais leve é uma função da escala de aceleração do tempo, {\displaystyle \mathrm {A} gt^{2}}, onde g é a aceleração da gravidade e t é o tempo.